# Praestilbia
Praestilbia là một chi bướm đêm thuộc họ Noctuidae.

## Loài
- Praestilbia armeniaca Staudinger, 1892